# École supérieure des arts visuels de Marrakech
L'École supérieure des arts visuels de Marrakech (ÉSAV Marrakech) est un établissement d'enseignement supérieur de cinéma et des arts visuels  situé à Marrakech au Maroc.

## Présentation
Fondée par Vincent Melilli et Susanna Biderman en collaboration avec un groupe Maroco-suisse à la suite d’une idée qui a pris naissance au sein de Dar Blarj (maison culturelle) dans la médina de Marrakech, l'ÉSAV offre une structure universitaire pour les métiers du cinéma, de la télévision, de la création graphique et du design interactif. L’ÉSAV propose des formations de bac+3, bac+4 et bac+5.
Les formations sont réparties entre deux départements :
- département cinéma audiovisuel
- département design graphique - media design (création graphique et typographique, design interactif)

Les deux piliers fondateurs de l’ÉSAV sont :
- la mixité culturelle avec l’ouverture du concours hors du Maroc, notamment en Afrique subsaharienne
- la mixité sociale. Pour cela, un fonds de bourse, indépendant de l’école, a été créé pour permettre un accès égalitaire à la formation et à la professionnalisation par la prise en charge des frais de scolarité

Alimenter le fonds de bourses, c’est donner leur chance à de jeunes talents issus de familles à faibles revenus d’accéder à une formation d’excellence non élitiste.
Ces étudiants sont les acteurs de l’avenir de ce continent en pleine mutation et pourront ainsi faire entendre leur voix par les arts visuels, médias les plus diffusés aujourd’hui.
La distribution de ce fonds est gérée par une commission « fonds de bourse » autonome constituée de personnalités de la société civile marocaine ou vivant au Maroc. Elles statuent sur l’attribution et le montant des bourses en prenant en compte différents critères, dont le classement au concours d’entrée.

### Le département cinéma audiovisuel
La formation débute en tronc commun puis l’étudiant doit choisir entre 4 filières : réalisation, image, son ou montage. Il y a la possibilité de faire un master réalisation. C'est une formation à bac+3, bac+4 et bac+5.
Le département design graphique - media design propose une formation généraliste de graphiste en 3 ans (phase programme - bac+3) et une spécialisation en création typographique arabe et en création des marques (identités visuelles, création publicitaire). C'est une formation à bac+4 et bac+5 (phase projet).
L’école est accessible à tous, titulaire d’un baccalauréat, toutes sections confondues, et sur concours. Le concours d’entrée est organisé à Marrakech, dans 10 autres villes d’Afrique et du Moyen-Orient et à Paris.
Le concours de l’ESAV est ouvert à tout bachelier francophone.

## Lieu de création ouvert sur le monde
L'ESAV a accueilli plusieurs années de suite le laboratoire de recherche « Art, technologie, écologie », associant des artistes et des théoriciens, dirigé par Abdellah Karroum. Projet trans-disciplinaire, unique au Maroc, construit autour des arts visuels, des œuvres, des savoirs et de l’expérience de l’art, il invitait à construire des ponts reliant l’université et le monde professionnel de l’art, au niveau marocain et international.
Il était basé à l’École Supérieure des Arts Visuels de Marrakech et ses sessions se déroulaient dans plusieurs lieux au Maroc, en collaboration avec L’appartement 22. Financé par la Fondation Janelly et Jean-René Fourtou, soutenu par le Clark Art Institute à Williamstown (États-Unis), et Transit à Vienne (Autriche), ce laboratoire  a porté principalement sur la production artistique, son histoire et sa théorie. Il était réalisé avec des artistes et intervenants qui ont développé des projets avec L’appartement 22 à Rabat, l’ESAV à Marrakech et d’autres espaces culturels ou universitaires. Il s’adressait aux étudiants, jeunes artistes et professionnels de la culture, au regard des approches individuelles.
Ce laboratoire, conçu pour accompagner la création artistique sur le plan critique et intellectuel, a pris comme matériau la production artistique et théorique internationale, en lien avec le contexte d’émergence des expressions, tant au Maroc que dans d’autres pays d’Afrique.

### Articles  connexes
- Cinéma marocain
- Formation audiovisuelle
- Liste des écoles d'animation
- Métiers du cinéma